# Made in Heaven (single)
Made in Heaven was het derde nummer van Freddie Mercury (leadzanger van de Britse band Queen) die hij opnam en zijn vierde solosingle uit 1985 en verscheen op zijn eerste soloalbum Mr. Bad Guy uit 1985.
Het nummer werd licht bewerkt om uiteindelijk als 45 toeren-single te verschijnen met als B-kant "She Blows Hot and Cold" (op de hoes beschreven als "A Brand New Track").
Na het overlijden van Mercury in 1991 werd dit nummer uitgekozen als titeltrack voor Queen's afscheidsalbum Made in Heaven uit 1995. Dit nummer werd, samen met I Was Born to Love You, gekozen om opnieuw opgenomen te worden voor dit album. Hierbij werden de oude vocals van Mercury over de nieuwe instrumentale begeleiding van de rest van de Queen-leden geplakt.
De videoclip was gemaakt met hulp van David Mallet, die eerder al betrokken was bij Mercury's clip van I Was Born to Love You en nog vijf andere Queen-clips. Een replica van het Royal Opera House werd gebouwd in een warenhuis in het noorden van Londen (dit was omdat de daken van normale studio's niet hoog genoeg waren), waar Mercury scènes wilde naspelen uit Stravinsky's Le Sacre du printemps en Dante's Inferno. Het meest opmerkelijke element is waarschijnlijk de 20 meter hoge roterende globe waar Mercury bovenop stond in het laatste gedeelte van de clip.

## Charts
| Land                | Charts          | Charts       |
|                     | Hoogste positie | Aantal weken |
| ------------------- | --------------- | ------------ |
| Verenigd Koninkrijk | 57              | ?            |

### NPO Radio 2 Top 2000
| Nummer met noteringen in de NPO Radio 2 Top 2000 | '22  | '23  |
| ------------------------------------------------ | ---- | ---- |
| Made in Heaven (Queen)                           | 1852 | 1818 |

1. ↑  Een vetgedrukt getal geeft de hoogste notering aan.
2. ↑  2022 was het eerste jaar met een notering voor dit nummer.
3. ↑  Deze tabel is bijgewerkt tot en met de laatste editie (2024).